# Чистяков, Андрей Алексеевич (геолог)
Андрей Алексеевич Чистяков (1930, Москва, СССР — 11 февраля 2011) — советский и российский геолог. Специалист в области четвертичной геологии и геоморфологии. Доктор геолого-минералогических наук (1975). Эксперт ВАК СССР (1976—1990). Специальный советник Комитета ООН по координации совместных исследований минеральных ресурсов на шельфе Азии (с 1976). Профессор кафедры исторической и региональной геологии геологического факультета Московского государственного университета (1989—2011). Автор около 300 опубликованных научных работ, включая 11 монографий и учебник.

## Биография
Родился 16 октября 1930 года в Москве.
В 1953 году окончил геологический факультет Московского государственного университета. Продолжил обучение в аспирантуре кафедры динамической геологии того же вуза.
С 1956 года работал начальником отряда в Киргизской и Амурской экспедициях геологического факультета МГУ. Провёл детальные неотектонические и геоморфологические исследования долины реки Зеравшан и других горных районов Средней Азии, лёгшие в основу его кандидатской диссертации.
В 1958 году защитил кандидатскую диссертацию на тему «Новейшая тектоника и геоморфология восточной части бассейна р. Зеравшан».
В 1958 году перевёлся работать в комплексную Южную геологическую экспедицию Академии наук СССР. Будучи начальником отряда этой экспедиции, с целью выявления благоприятных для формирования месторождений газа и нефти погребенных структур, проводил геологические изыскания и структурно-геоморфологические исследования в Западном Прикаспии и в Предкавказье.
В 1963—1965 годах находился в командировке в Пакистане, где в качестве начальника партии корпорации по развитию нефтяной и газовой промышленности проводил структурно-геологические исследования Бенгальской дельты, долины Брахмапутры и равнин Западного Пакистана.
С 1965 года вновь вернулся работать в бывшую комплексную южную геологическую экспедицию, ныне уже ставшую Всесоюзным научно-исследовательским институтом зарубежной геологии Министерства геологии СССР, где и продолжил разработки в области структурно-геоморфологических исследований межгорных и предгорных впадин при поиске полезных ископаемых. Разработки вылились в серию методических публикаций и коллективную монографию.
В 1960—1970-х годах внёс большой вклад в создание опубликованных ВНИИЗарубежгеологии совместно с лабораторией неотектоники МГУ ряда неотектонических карт.
В 1975 году многолетние целеустремлённые исследования завершились защитой докторской диссертации на тему «Аллювий горных и подгорно-равнинных рек». В 1978 году эта диссертация была издана в виде монографии «Горный аллювий».
С 1976 года, будучи специальным советником Комитета ООН по координации совместных исследований минеральных ресурсов на шельфе Азии, регулярно выступал с докладами на его ежегодных сессиях по вопросам общей и региональной геологии.
С 1989 года работал профессором кафедры исторической и региональной геологии геологического факультета Московского государственного университета. Читал разработанные им крупные курсы лекций на геологическом («Методы изучения и геологического картирования четвертичных отложений», «Фациальный анализ и геология четвертичных отложений», «Четвертичная геология», «Четвертичная геология и осадконакопление», «Четвертичные отложения континентов») и биологическом («Геология антропогена») факультетах МГУ. Составил для данных курсов контрольные работы, программы, методические пособия.
С 2002 года работал профессором кафедры геологии России геологического факультета МГУ.
Результаты его исследований глубоководных месторождений, глубоководных конусов выноса, речных дельт были опубликованы в виде монографий. Всего им было опубликовано около 300 научных работ, включая 11 монографий и учебник.
Умер 11 февраля 2011 года.

## Научная деятельность
Проводил геологические съёмки и геоморфологические исследования во многих регионах по всей планете (Бенгальская дельта, равнины Брахмапутры и Инда, Западный Прикаспий, Предкавказье, Памир, Тянь-Шань (хребты Кунгей-Алатау, Терскей-Алатау и другие), Иссык-Кульская впадина).
Занимался изучением морских и континентальных типов четвертичных отложений, геоморфологией структуры зон сочленения океана и континента. Уделял особое внимание «изучению условий формирования и фациальной дифференциации аллювия».
Занимался исследованиями металлоносных осадков, месторождений сульфидных и железомарганцевых руд в глубоководных районах Мирового океана.
Участвовал в создании неотектонических карт (мира, юга Азии, СССР и других).
Основной областью научных интересов являлась разработка методики структурно-геоморфологических исследований межгорных и предгорных впадин при поиске полезных ископаемых.
Для оценки перспектив нефтегазоносности подводных окраин континентов Чистяковым была разработана методика их структурно-геоморфологических исследований.

## Основные публикации

### Монографии
- Основы методики структурно-геоморфологических исследований при нефтегазопоисковых работах / [Ред. С.П. Максимов и др.]. — М. : Недра, 1978. — 264 с. : ил. — (Труды Всесоюзного научно-исследовательского геолого-разведочного нефтяного института. № 198).
- Чистяков А. А. Горный аллювий. — М. : Недра, 1978. — 287 с. : ил. — 1000 экз.
- Чистяков А. А. Условия формирования и фациальная дифференциация дельт и глубоководных конусов выноса / Гос. ком. Совета Министров СССР по науке и технике, АН СССР. ВИНИТИ. — М. : [б. и.], 1980. — 164 с. — (Итоги науки и техники. Серия Общая геология. Том 10). — ISSN 0202-7372.
- Структурная геоморфология континентальных окраин / А. А. Чистяков, Ю. Я. Кузнецов, В. В. Шолохов и др. — М. : Недра, 1983. — 213 с. — 1500 экз.
- Чистяков А. А., Щербаков Ф. А. Осадконакопление на подводных окраинах материков / Гос. ком. Совета Министров СССР по науке и технике, АН СССР. ВИНИТИ. — М. : [б. и.], 1984. — 133 с. — (Итоги науки и техники. Серия Общая геология. Том 18). — 400 экз. — ISSN 0202-7372.
- Алексеев М. Н., Чистяков А. А., Щербаков Ф. А. Четвертичная геология материковых окраин. — М. : Недра, 1986. — 243 с. : ил. — 1050 экз.
- Михайлов В. Н., Рогов М. М., Чистяков А. А. Речные дельты : Гидролого-морфологические процессы. — Л. : Гидрометеоиздат, 1986. — 279, [1] с. : ил.
  - Рецензия: Полонский В. Ф. Новая книга о речных дельтах // Водные ресурсы. — 1988. — № 3. — С. 177—178.[5]
  - Рецензия: Чалов Р. С. Исследование процессов формирования и строения речных дельт // Геоморфология. — 1988. — № 2. — С. 106—108.[6]
- Чистяков А. А., Щербаков Ф. А. Проблемы динамической седиментологии / Гос. ком. Совета Министров СССР по науке и технике, АН СССР. ВИНИТИ. — М. : [б. и.], 1989. — 109 с. — (Итоги науки и техники. Серия Общая геология. Том 26). — 300 экз. — ISSN 0202-7372.

### Учебник
- Чистяков А. А., Макарова Н. В., Макаров В. И. Четвертичная геология. Учебник. — М. : ГЕОС, 2000. — 303 с. — 1000 экз. — ISBN 5-89118-123-1.[3]

### Атласы
- Авторский коллектив. Атлас палеографических карт «Шельфы Евразии в мезозое и кайнозое» / АН СССР. — М. : Геологический институт АН СССР, 1991. — Т. 1. Текст. — 261 с.
- Авторский коллектив. Атлас палеографических карт «Шельфы Евразии в мезозое и кайнозое» / АН СССР. — М. : Геологический институт АН СССР, 1991. — Т. 2. Карты. — 106 с.

## Отзывы
Согласно некрологу, опубликованному в Бюддетене Комиссии по изучению четвертичного периода за авторством Бюро Комиссии по изучению четвертичного периода, Андрей Алексеевич Чистяков был «выдающимся специалистом в области четвертичной геологии и геоморфологии». Его опыт и знания простирались «от высокогорных районов Киргизии до глубоководных конусов выноса, от Чёрного моря до Индийского океана». Изданный им в 2000 году учебник «Четвертичная геология» стал крупным обобщением знаний по четвертичной геологии, по нему продолжают учиться студенты. Особое внимание уделялось связям с другими дисциплинами в лекциях Чистякова, и они ценились за доступность, логичность и ясность подаваемого материала, как коллегами, так и студентами. К последним Чистяков относился требовательно, но непременно уважительно. Будучи широко эрудирован, профессор делился своим опытом с коллегами охотно, регулярно оппонировал на защитах докторских и кандидатских диссертаций. Чувство юмора, оптимизм, дружелюбие и открытость Андрея Алексеевича создавали в коллективе атмосферу творчества и радости.

## Членства
- заместитель председателя рабочей группы «Шельф»
- член комиссии РАН по проблемам изучения Мирового океана
- член комиссии РАН по изучению четвертичного периода
- специальный советник Комитета ООН по совместному изучению минеральных ресурсов на шельфе Азии (с 1976)
- член диссертационного совета геологического факультета МГУ
- член специализированных советов по защите докторских и кандидатских диссертаций при МГУ[8]
- эксперт ВАК СССР (1975—1990) по специальности «Общая геология»

## Премии
- 2000 — победа в конкурсе президентской программы Государственная поддержка интеграции высшего образования и фундаментальной науки» в составе авторского коллектива — за учебник «Четвертичная геология»[3].